# Julius von Haast
Sir Johann Franz Julius von Haast (1. května 1822, Bonn – 16. srpna 1887, Christchurch) byl německo-novozélandský geolog a přírodovědec. Zasloužil se o založení Musea Canterbury v Christchurchi.
Narodil se v německém Bonnu. V roce 1858 odcestoval na Nový Zéland, kde v různých vědeckých a výzkumných pozicích působil až do své smrti.
Byl prvním badatelem, který popsal orla Haastova, který je po něm pojmenován.